# Scinax canastrensis
Scinax canastrensis es una especie de anfibios de la familia Hylidae. Es endémica de Brasil.
Sus hábitats naturales incluyen bosques tropicales o subtropicales secos, sabanas secas, ríos, pastos y jardines rurales. Está amenazada de extinción por la destrucción de su hábitat natural.